# کارلتون، کاونتی دورهام
کارلتون (به انگلیسی: Carlton) یک روستا و محله مدنی در بریتانیا است که در Stockton-on-Tees واقع شده‌است. کارلتون ۷۲۶ نفر جمعیت دارد.